# Tiphaine Raguenel
Tiphaine Raguenel (ou Thyphaigne ou Épiphanie Raguenel) (vers 1335 - 1373) est une femme de la noblesse et astrologue bretonne du XIVe siècle. Fille d'une famille de la noblesse bretonne, elle reçoit une éducation et se forme en astrologie à Dinan, acquérant une réputation dans toute la Bretagne pour ses compétences à prédire l'avenir ainsi que ses connaissances en médecine. Assez indépendante, elle se consacre à l'astrologie. Vers 1363 elle épouse Bertrand du Guesclin, mais son mari ne vit que très peu avec elle, partant régulièrement en campagnes militaires et dédaignant ses prédictions astrologiques sur l'issue de ses batailles. De 1365 à 1370, elle réside au Mont Saint-Michel. Femme de la noblesse, sans enfant, elle administre et supervise ses biens, s'occupe des finances de ses domaines ainsi que leurs défenses militaires. Elle meurt à Dinan vers 1373.

## Biographie

### Famille et formation
Tiphaine (orthographiée Thyphaigne, Tiphaygne ou Épiphanie selon les sources) Raguenel (Ragueniaux dans certaines sources médiévales) naît en 1335. Elle est la fille de Robin III Raguenel (seigneur de Châteauloger, qui prend part au combat des Trente), et de Jeanne de Dinan-Poudouvre, vicomtesse de La Bellière. « Ses ancêtres Raguenel représentaient les fers de lance des réformes administratives menées par les ducs de Bretagne de la maison de Dreux au cours du XIIIe siècle afin de [...] contrôler l'ensemble du duché de Bretagne [et] de le gouverner efficacement ». Robin Raguenel reçoit les hommages de tous les seigneurs de la région de Dinan, y compris ceux de la famille Du Guesclin.
Tiphaine Raguenel est une femme instruite et cultivée. D'après l'astrologue Simon de Phares (né en 1444), Tiphaine Raguenel se forme à Dinan auprès de l'astrologue Yves Dariam (aussi orthographié Yves Dérian). Elle acquiert ensuite « une solide réputation d'astrologue » en Bretagne ou au moins à Dinan. Elle aurait également eu des connaissances en médecine et aurait été surnommée « Tiphaine la fée ». À l'époque, l'astrologie est une discipline très populaire et en vogue parmi la noblesse et au sein de l’Église catholique. De nombreux rois ont à leur cour un astrologue pour les conseiller et prédire l'avenir. Avant son mariage, Cuvelier écrit que Tiphaine Raguenel a déjà repoussé les demandes d'autres chevaliers, « ce qui suppose une remarquable indépendance à cette époque », souligne Georges Minois, qui suggère que Tiphaine Raguenel ait souhaité se consacrer avant tout à l'astrologie plutôt que de se marier.

### Relation avec Bertrand du Guesclin

#### Premières rencontres
Tiphaine Raguenel et Bertrand du Guesclin se connaissent depuis longtemps, leurs familles ayant des domaines distants d'une quarantaine de kilomètres (le château de la Bellière à Pleudihen dans la famille Raguenel et le château de Broons dans la famille Du Guesclin). De plus, le frère de Bertrand, Olivier du Guesclin, est un archer dans la compagnie de Jean Raguenel. Pourtant, selon Minois, tout oppose cette femme instruite et ce guerrier illettré et laid. D'après les chroniques de J. Cuvelier et Jehan Froissart, Tiphaine Raguenel rencontre Bertrand du Guesclin lors d'un tournoi en 1357 à Dinan. À cette occasion, elle lui prédit sa victoire contre le chevalier anglais Thomas de Cantorbéry, mais Du Guesclin considère cette prédiction comme de la « charlatanerie ». D'après la chanson de Cuvelier, il rétorque à l'écuyer venu l'informer de la prophétie qu' « il faut être bien bête pour se fier à une femme. Les femmes n'ont pas plus de bon sens qu'une brebis ». Du Guesclin remporte le duel. 
Pour l'historien breton Étienne Dupont (1910), Raguenel a environ 24 ans lorsqu'elle rencontre Du Guesclin, mais l'historien Georges Minois (2014) estime qu'elle en aurait plutôt 34.

#### Mariage

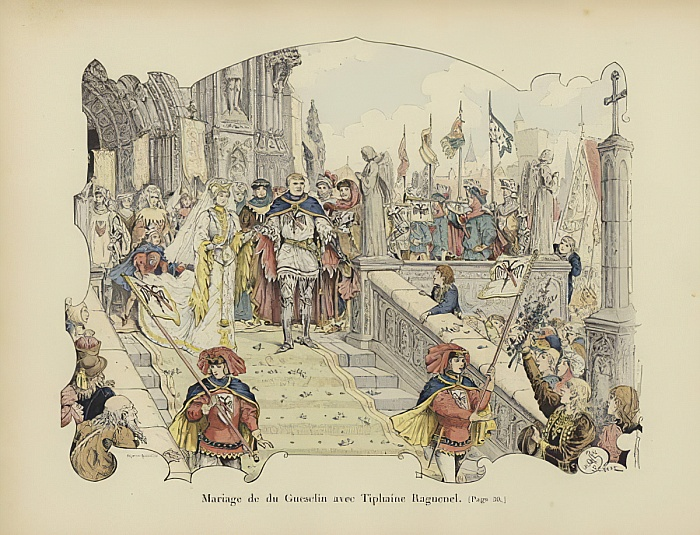
Le mariage entre Tiphaine Raguenel et Bertrand du Guesclin, imaginé par l'illustrateur Paul de Sémant (1855-1915).

Tiphaine Raguenel épouse Bertrand du Guesclin six ans plus tard, en 1363,. Elle est sa première épouse. Le mariage est mal connu et très rapidement évoqué par Cuvelier, seul témoin contemporain à mentionner l'événement.
Du Guesclin a autour de quarante ans lors de ce mariage. Les sources contemporaines de l'événement ne mentionnent ni la beauté de Tiphaine Raguenel, ni sa jeunesse : elle aurait, d'après Georges Minois, plus de quarante ans, un âge avancé pour se marier pour l'époque. Pour Georges Minois, il s'agit d'un mariage de convenance, arrangé par Charles de Blois. Du Guesclin épouse une riche héritière renommée pour sa science, tandis que Tiphaine Raguenel se lie à un chevalier à la carrière brillante. Il semble d'ailleurs que Raguenel n'ait voulu épouser personne d'autre. Néanmoins, les relations entre Raguenel et Du Guesclin entre 1357 et 1363 sont inconnues, et Minois se demande pourquoi six ans s'écoulent entre leur rencontre et leur mariage. 
« En tout cas, Bertrand ne manifeste aucun enthousiasme » et quitte sa femme huit jours après le mariage pour repartir guerroyer. Le couple a très peu vécu ensemble, ne se voyant que quelques mois pendant dix ans.

#### Perception de ses prédictions astrologiques
Après leur mariage, Tiphaine Raguenel dresse un calendrier des jours favorables et défavorables au combat en se basant sur l'horoscope de son mari, et lui conseille d'éviter de se battre certains jours. Cependant, Du Guesclin, « sûr de lui et ne comptant que sur ses bras, [...] méprisait ces superstitions ». Jean-Michel Dasque estime que Du Guesclin est « profondément misogyne » et qu'il traitait les prédictions de son épouse avec mépris. Il finit toutefois par y accorder du crédit à la suite de la bataille d'Auray, qui tourne à la débâcle militaire et s'est déroulée lors d'une journée jugée défavorable par Raguenel. Ce revirement est également dû aux origines de Du Guesclin et son élévation sociale : en fréquentant les élites, très friandes d'astrologie, il finit par se rallier à cette discipline, alors qu'il est au départ « très terre à terre, peu porté sur le surnaturel et l'intellectuel ».

#### Retrouvailles
En 1370, Tiphaine Raguenel retrouve brièvement son époux à Caen : ce dernier lui demande d'apporter sa vaisselle qu'il a ramené d'Espagne, pour pouvoir la vendre afin de payer les chevaliers et barons qui partent au combat avec lui. 
Tiphaine Raguenel n'a pas eu d'enfants de cette union.

### Fonctions administratives, économiques et de gestionnaire
Après son mariage, Tiphaine Raquenel n'est plus mentionnée dans les chroniques. Sa vie peut toutefois être devinée à travers le portrait dressé par Christine de Pizan de la condition des châtelaines au XIVe siècle.
Tiphaine Raguenel réside dans son manoir de Broons (Château de la Motte-Broons), à Pontorson, ainsi qu'au Mont Saint-Michel. Elle supervise les tâches domestiques, l'entretien des lieux, et s'occupe également des finances : gestion du budget, collecte des fermages et des droits féodaux (ce qui suppose une très bonne connaissance du droit féodal). Elle doit également superviser les travaux agricoles. Elle dispose de ses revenus propres qui lui permettent de financer des œuvres de bienfaisance, mais elle doit aussi payer sur son budget personnel les servantes et les serviteurs, ses vêtements et bijoux. Tiphaine Raguenel contribue à instruire Bertrand du Guesclin en lui partageant ses connaissances et participe à son ascension au sein de l'armée et auprès du roi de France. En 1367, elle paie une partie de la rançon de son mari, retenu prisonnier des Anglais. 
Bien qu'elle vive éloignée de son mari, Tiphaine Raguenel n'est sans doute pas autonome financièrement et matériellement : sa dot est rattachée aux possessions de son époux, et « la châtelaine ordinaire est en fait dans une situation de dépendance totale ». Aucune indication n' est parvenue sur la dot de Raguenel.
En 1373, elle fait réparer et ravitailler le château de Longueville afin de contrer une attaque anglaise.
Tiphaine Raguenel vit au Mont Saint-Michel alors que son mari est parti en expédition militaire en Espagne, pendant cinq ans (de 1365 à 1370). Durant cette période, elle se lie d'amitié avec l'abbé Geoffroy de Servon.

### Mort
Tiphaine Raguenel décède à une date inconnue, vers 1373 ou 1374 à Dinan des suites d'une maladie.

### Sépulture

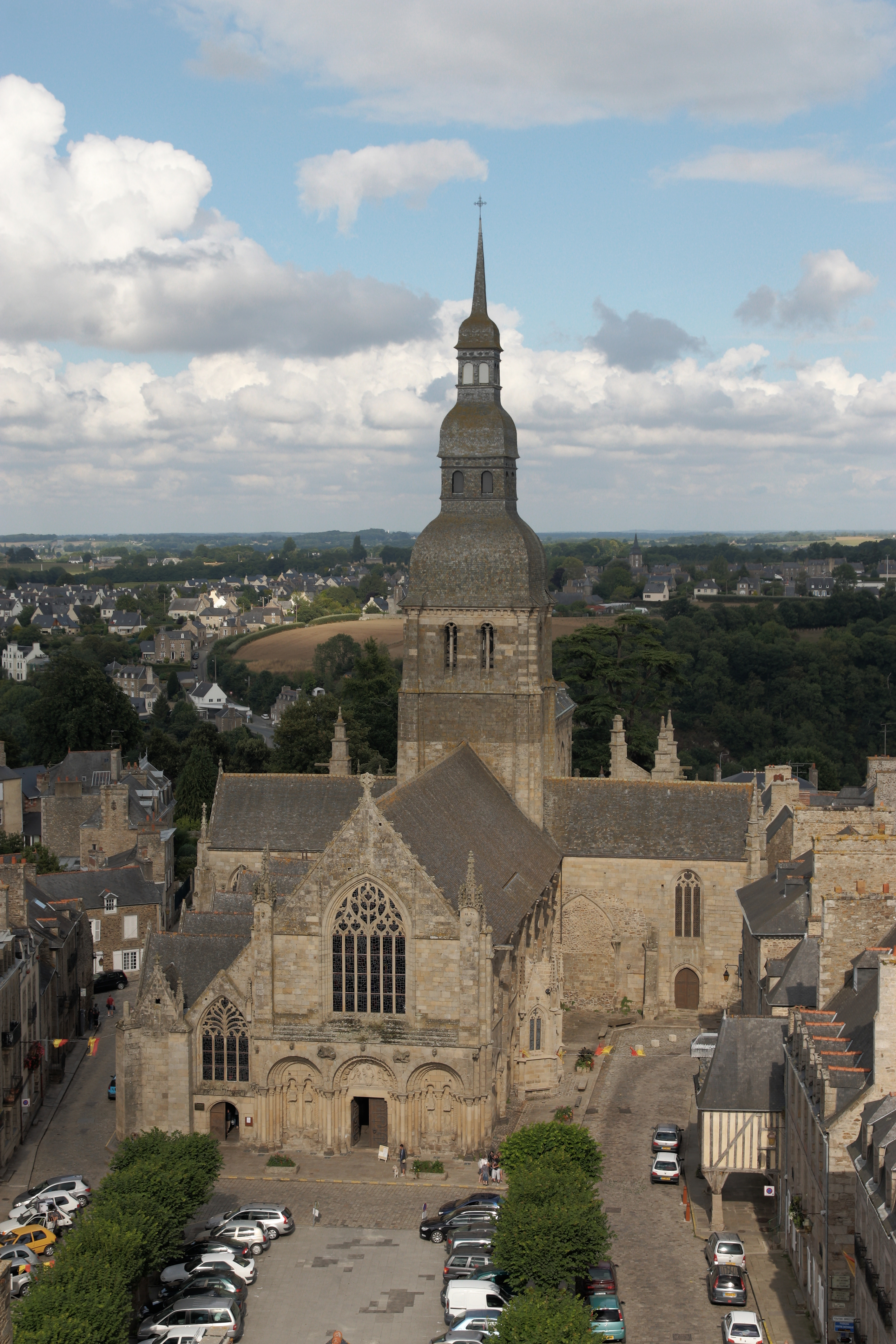
Depuis 1810, les restes de Tiphaine Raguenel sont enterrés dans la basilique Saint-Sauveur de Dinan.

Tiphaine Raguenel est enterrée au septentrion de l'église des Jacobins à Dinan. Bertrand du Guesclin demande à être enterré à ses côtés, et son cœur est placé à côté de son épouse dans l'église franciscaine de Dinan. Durant la Révolution française, Charles Néel achète l'église des Jacobins comme bien national et recueille les deux boîtes renfermant les restes de Raguenel et du Guesclin. Le 9 juin 1810, elles sont transférés dans l'église Saint-Sauveur de Dinan.  
En 2012, un crâne qui lui est attribué a été retrouvé dans un coffret reliquaire d'une vieille maison de Dinan et remis à la bibliothèque de Dinan par un donateur anonyme,. Le crâne a été retrouvé dans un mur près du couvent des Cordeliers au milieu du XIXe siècle, et trois érudits locaux ont à l'époque confirmé qu'il s'agirait bien du crâne de Tiphaine Raguenel. 

## Historiographie
La vie de Tiphaine Raguenel est surtout connue à travers son mari Bertrand du Guesclin, notamment dans la Chanson du trouvère Cuvelier. L'historien Georges Minois souligne les nombreux biais de ce clerc proche de la cour royale à Paris, qui n'a pas connu directement Du Guesclin : Cuvelier est misogyne, ne s'intéresse pas à la vie privée de du Guesclin mais à sa vie publique et déforme parfois la vérité. Les conventions de la chanson de geste renforcent cette déformation des faits, dont la place faite au surnaturel comme les présages astrologiques de Raguenel, qui ont été interprétés comme des faits historiques par certains biographes par la suite. Cuvelier ne consacre qu'une vingtaine de vers à Tiphaine sur l'ensemble de son récit, mais insiste sur l'étendue de ses connaissances et sur sa renommée, la comparant à une fée. Aucune description physique n'est faite d'elle.

Une anecdote à l'authenticité mise en doute est rapportée par Hay du Châtelet au XVIIe siècle : Du Guesclin aurait souhaité abandonner la guerre et mener une vie paisible au foyer après son mariage, mais Tiphaine Raguenel l'aurait sermonné en lui rappelant ses devoirs.

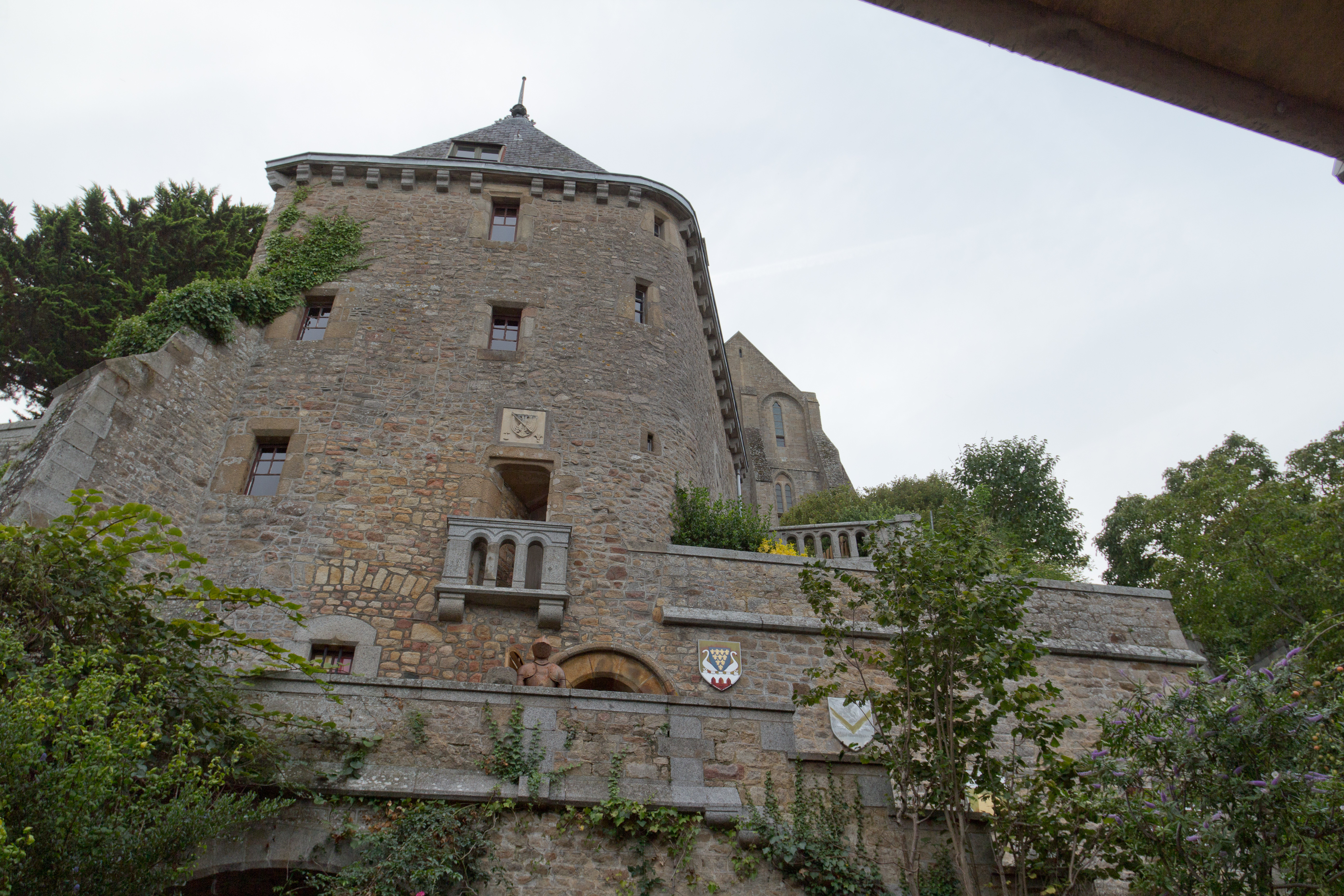
Face est du logis Tiphaine Raguenel au Mont-Saint-Michel.

Au XIXe siècle, les historiens romantiques dépeignent la relation entre Tiphaine Raguenel et Bertrand du Guesclin « pleine de lyrisme et attendrissante », décrivant Tiphaine comme « une belle jeune femme rêveuse tendrement éprise de son époux, n'aspirant qu'à couler auprès de lui des jours paisibles et heureux ». Pour autant, d'après Georges Minois, il s'agit d'une vision tronquée et ne correspondant pas à la réalité : lors de leur mariage, les deux ont une quarantaine d'années et Tiphaine Raguenel semble plus concernée par ce que son époux parte faire la guerre.
Tiphaine Raguenel est présente dans le somptueux roman d'Alexandre Dumas, Le Bâtard de Mauléon.

## Postérité

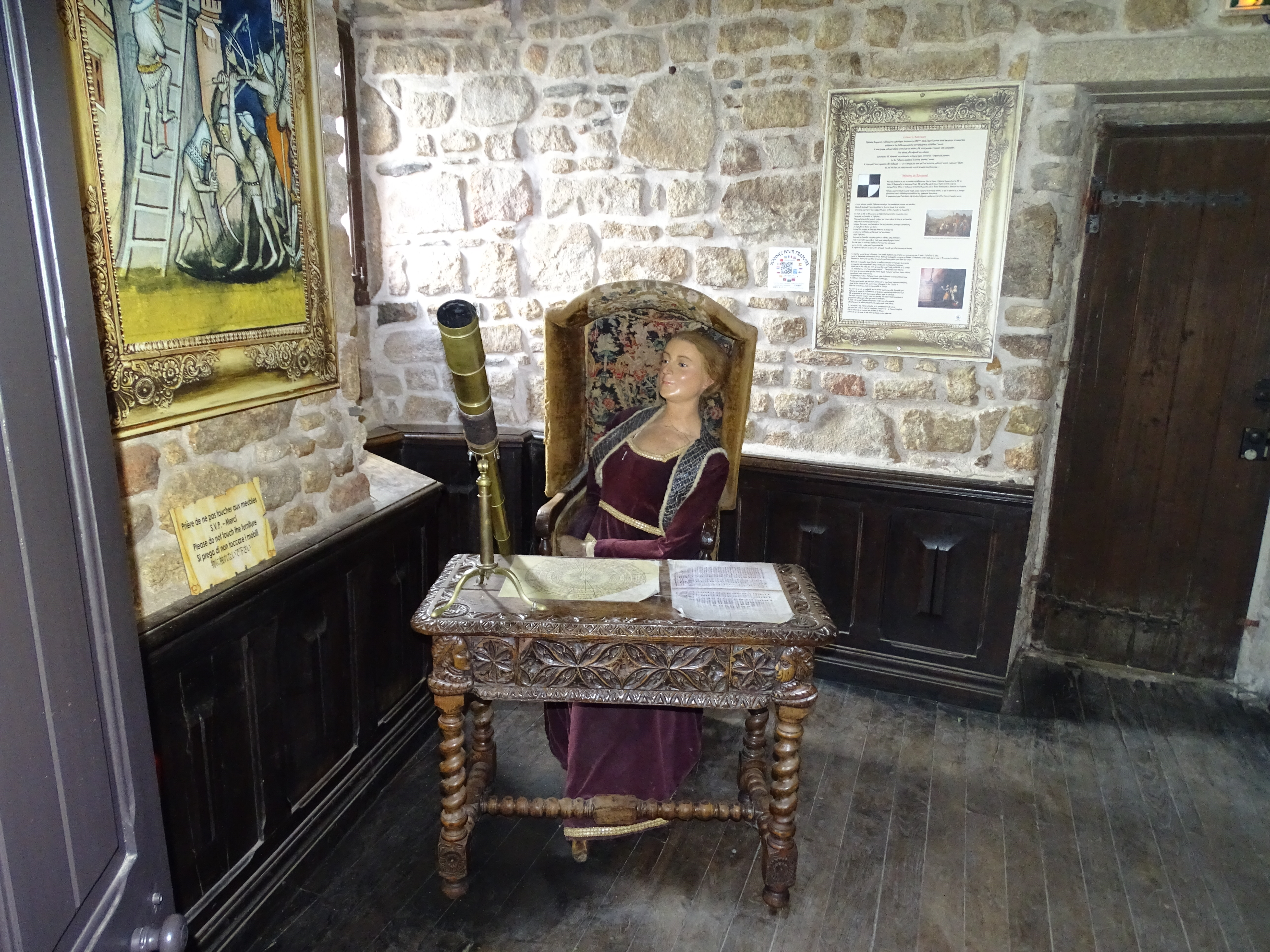
Mannequin de Tiphaine Raguenel dans le musée du Logis Tiphaine au Mont Saint-Michel (2019).

On peut visiter au Mont-Saint-Michel une maison dite Logis Tiphaine (propriété actuelle de Philippe, marquis de Saint-Gilles), dont les façades et les toitures sont inscrits depuis le 1er mars 1928 au titre des monuments historiques), construite en 1365 et où elle est censée avoir vécu. L'historien Étienne Dupont, dans un article de 1910 consacré à Tiphaine Raguenel, estime que le logis où elle a vécu a disparu, et qu'il est impossible de retrouver son emplacement exact. Au Mont-Saint-Michel, un musée évoque la vie du couple (chambre nuptiale, cabinet d'astrologie, mobilier du XIVe siècle, tapisseries, peintures, armure). Il est plus que probable qu'elle ait en fait résidé à la maison du Gouverneur, étant l'épouse de celui-ci. De plus, Dupont (1910) note que « on montre encore aux touristes, gens admirateurs et crédules » la tour du Guet, en la présentant comme le lieu où Raguenel observait le ciel et les étoiles. Or cette tour a été construite de 1415 à 1420, près de quarante-cinq ans après sa mort. 
L'école primaire publique Tiphaine Raguenel à la Vicomté-sur-Rance porte son nom. Cette ville est nommée d'après la vicomté de la Bellière, de la famille de la mère de Tiphaine Raguenel, Jeanne de Dinan. À Dinan se trouve la rue Tiphaine Raguenel. Lors de la fête des remparts, son mariage avec Du Guesclin est souvent mis en scène.